# امیلیو دیرنا
امیلیو دیرنا (انگلیسی: Emilio Dierna؛ زادهٔ ۱۲ فوریهٔ ۱۹۸۷) بازیکن فوتبال است.
از باشگاه‌هایی که در آن بازی کرده‌است می‌توان به باشگاه فوتبال اتلتیکو آرتزو اشاره کرد.